# ایران و قفقاز
ایران و قفقاز (به انگلیسی: Iran and the Caucasus) ژورنال دانشگاهی دوزبانه است که توسط گارنیک آساتوریان در ۱۹۹۷ بنیانگذاری شد. این ژورنال توسط انتشارات بریل با همکاری مرکز ایران‌شناسی قفقاز منتشر می‌شود. مقالات منتشر شده، به زبان‌های انگلیسی، فرانسوی و آلمانی هستند. موضوع‌های ژورنال شامل تاریخ (باستان، قرون وسطی و مدرن)، فرهنگ، انسان‌شناسی، ادبیات (متون‌شناسی)، فولکلور، زبان‌شناسی، باستان‌شناسی، علوم سیاسی و اقتصاد منطقه است.